# 順懿密妃
順懿密妃（じゅんいみつひ、? - 1744年）は、清の康熙帝の側室。江蘇蘇州の漢族出身。父は県令（一説には蘇州の名産品である織物の工場主とも）王國正。姓は王氏。

## 経歴
康熙帝の後宮に入り、康煕帝の寵愛を受け、子女を3人産んだ。
康熙48年（1710年）、王嬪に冊封される。
康熙57年（1718年）、密嬪に封される。
康煕帝の崩御により、即位した雍正帝により、密妃に尊封される。また、康煕帝の後継者争いである九子奪嫡において、密妃が産んだ皇子たちは幼さゆえに巻き込まれることは殆どなかった。
雍正帝の崩御により、即位した乾隆帝により、皇祖順懿密太妃に尊封される。
乾隆9年10月18日、逝去、享年70。

## 子女
- 皇十五子・胤禑：雍正9年に薨去、諡号・愉恪郡王。
- 皇十六子・胤禄：乾隆32年に薨去、諡号・荘恪親王。
- 皇十八子・胤祄：夭逝。

## 伝記資料
- 『清聖祖実録』
- 『清史稿』